# Meurville
Meurville ist eine französische Gemeinde mit 155 Einwohnern (Stand: 1. Januar 2022) im Département Aube in der Region Grand Est. Sie gehört zum Arrondissement Bar-sur-Aube und zum Kanton Bar-sur-Aube. 
Sie ist umgeben von folgenden Nachbargemeinden:
| Magny-Fouchard                         | Spoy                                        |           |
| Montmartin-le-Haut, Puits-et-Nuisement | Kompassrose, die auf Nachbargemeinden zeigt | Couvignon |
| Longpré-le-Sec                         | Bligny                                      |           |

## Bevölkerungsentwicklung
| Jahr                       | 1962 | 1968 | 1975 | 1982 | 1990 | 1999 | 2008 | 2017 |
| -------------------------- | ---- | ---- | ---- | ---- | ---- | ---- | ---- | ---- |
| Einwohner                  | 195  | 202  | 180  | 187  | 204  | 177  | 179  | 173  |
| Quellen: Cassini und INSEE |      |      |      |      |      |      |      |      |